# 水俁市
水俁市（日语：／ Minamata shi */?）為熊本縣最南端的城市。過去以日本四大公害病之一的水俁病的發生地而聞名，目前環境已有很大改善，同時也是一座溫泉都市。

## 地理
位于熊本縣最南端，熊本市西南方約70公里處。南端與鹿兒島縣接壤，西端面向八代海。
- 河川：水俁川

## 歷史

### 沿革
- 1889年4月1日：實施町村制，現在的轄區在當時分屬葦北郡水俣村和久木野村。[2]
- 1912年12月1日：水俣村改制為水俣町。
- 1949年4月1日：水俣町改制為水俣市。
- 1956年9月1日：久木野村被併入水俣市。

### 變遷表
| 1889年以前 | 1889年4月1日 | 1889年 - 1944年      | 1945年 - 1954年     | 1955年 - 1964年         | 1965年 - 1988年 | 1989年 - 現在 | 現在   |
| ---------- | ------------ | -------------------- | ------------------- | ----------------------- | --------------- | ------------- | ------ |
|            | 水俣村       | 1912年12月1日 水俣町 | 1949年4月1日 水俣市 | 1949年4月1日 水俣市     | 水俣市          | 水俣市        | 水俣市 |
|            | 久木野村     | 久木野村             | 久木野村            | 1956年9月1日 併入水俣市 | 水俣市          | 水俣市        | 水俣市 |

### 水俣病

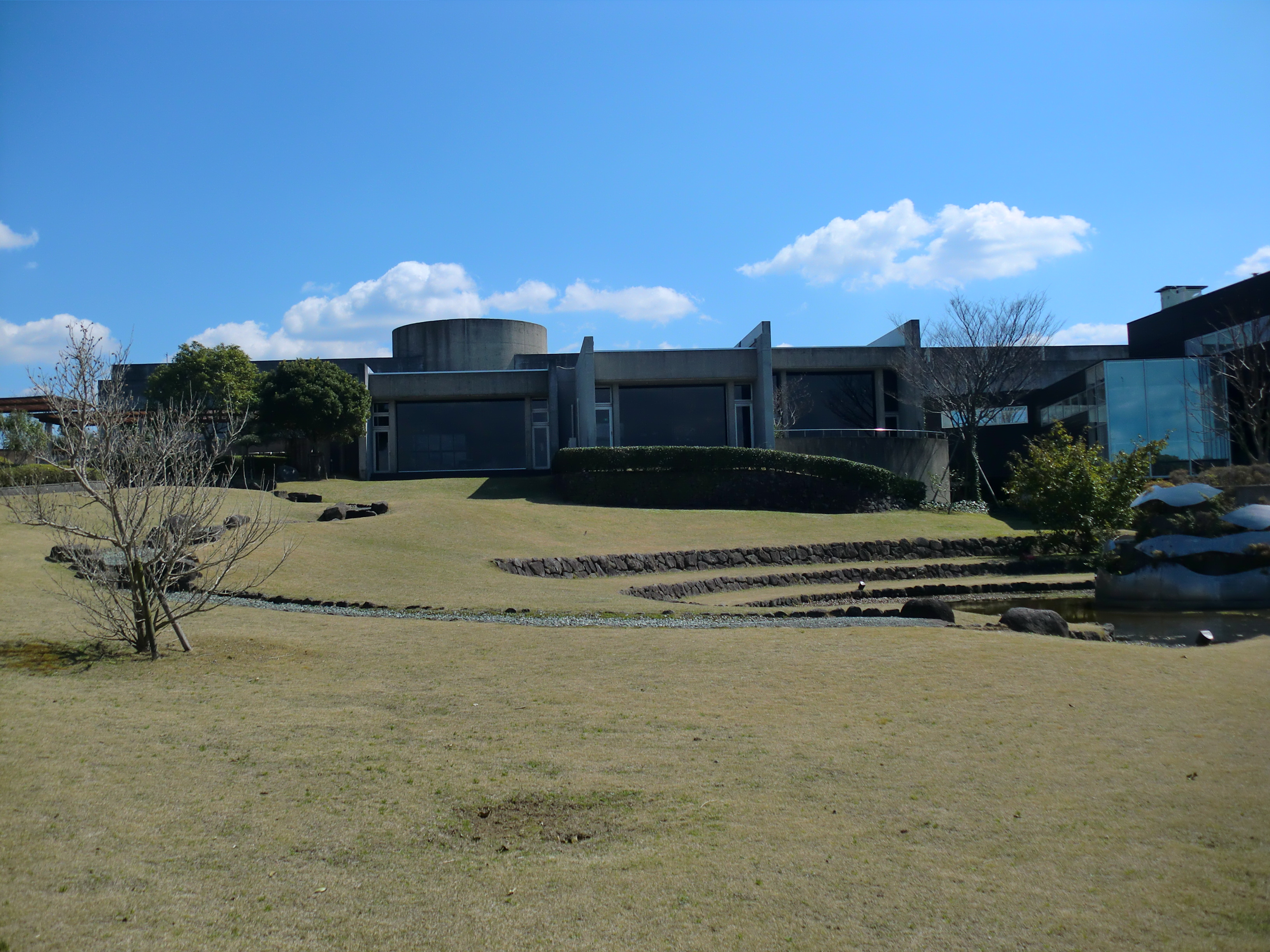
水俁市立水俣病資料館

水俣病的成因為汞中毒，患者會手足麻痺，甚至步行困難、有運動障礙、失智、聽力及言語障礙；重者會發生痙攣、神經錯亂，最後死亡，至今仍無有效的治療法。於1956年左右在水俁市附近發現，經確認後依地得名；與第二水俁病（或稱新潟水俁病）、痛痛病、四日市哮喘並列為日本四大公害病。
1908年日本窒素肥料（現已更名為窒素化學公司）設置水俣工廠以來，水俣市便依靠其開始快速發展，甚至可以說是一個企業城下町。但該工廠長期將含有的甲基汞的廢水排入海中，造成海中生物受到污染，居民又因為捕食海中魚類而造成水銀中毒，全市人口中約有四分之一受害。

## 交通

### 鐵路
- 九州旅客鐵道
  - 九州新幹線：新水俣車站
- 肥薩橙鐵道
  - 肥薩橙鐵道線：新水俣車站 - 水俁車站 - 袋車站

過去曾有九州旅客鐵道山野線，但已於1988年停駛
- 九州旅客鐵道
  - 山野線：水俣車站 - 東水俣車站 - 肥後深川車站 - 深渡瀨車站 - 久木野車站

### 道路
高速道路
- 南九州西回自動車道：水俁交流道 - 袋交流道

## 觀光資源
- 湯之兒溫泉
- 湯之鶴溫泉
- 水俣病資料館

## 教育

### 高等學校
- 熊本縣立水俣高等學校
- 熊本縣立水俣工業高等學校

## 本地出身之名人
- 德富蘇峰：記者、評論家
- 德富蘆花：小説家
- 村下孝藏：創作歌手
- 內山安二：漫畫家
- 江口寿史：漫畫家
- 森枝卓士：攝影師、記者
- 谷川雁：詩人、評論家
- 谷川健一：民俗學者、地名學者、作家

## 外部連結
- （日語） 官方网站
- （日語） 觀光物產協會 - 生態水俁 （页面存档备份，存于）
- （日語） 水俁病情報中心
- （日語） 國立水俁病綜合研究中心
- （日語） 水俁市立水俁病資料館